# Cantó de Le Chesnay
El cantó de Le Chesnay és un cantó francès del departament d'Yvelines, situat al districte de Versalles i al districte de Saint-Germain-en-Laye. Des del 2015 Té sis municipis i el cap és Le Chesnay.

## Municipis
- Bailly
- Bougival
- La Celle-Saint-Cloud
- Le Chesnay
- Louveciennes
- Rocquencourt

## Història
| Data d'elecció                           | Identitat          | Partit                     | Qualitat |
| ---------------------------------------- | ------------------ | -------------------------- | -------- |
| 1976-1992                                | Maurice Cointe     | Divers droite, després UDF |          |
| 1992-2011                                | Jean-Louis Berthet | UDF-DL, després UMP        |          |
| 2011-                                    | Philippe Brillault | CNIP                       |          |
| les dades anteriors no són pas conegudes |                    |                            |          |
|                                          |                    |                            |          |